# Europarlamentari pentru Franța 1999-2004

## A
- William Abitbol (Europe of Democracies and Diversities)
- Sylviane Ainardi (European United Left/Nordic Green Left)
- Danielle Auroi (Grupul Verzilor - Alianța Liberă Europeană)

## B
- Jean-Pierre Bebear (Partidul Popular European)
- Pervenche Berès (Partidul Socialiștilor Europeni)
- Jean-Louis Bernié (Europe of Democracies and Diversities)
- Georges Berthu (Neafiliați)
- Armonia Bordes (European United Left/Nordic Green Left)
- Yasmine Boudjenah (European United Left/Nordic Green Left)
- Alima Boumediene-Thiery (Grupul Verzilor - Alianța Liberă Europeană)
- Jean-Louis Bourlanges (Partidul Popular European)
- Yves Butel (Europe of Democracies and Diversities)

## C
- Marie-Arlette Carlotti (Partidul Socialiștilor Europeni)
- Gérard Caudron (European United Left/Nordic Green Left)
- Isabelle Caullery (Union for Europe of the Nations Group)
- Chantal Cauquil (European United Left/Nordic Green Left)
- Daniel Cohn-Bendit (Grupul Verzilor - Alianța Liberă Europeană)
- Thierry Cornillet (Partidul Popular European)
- Paul Coûteaux (Europe of Democracies and Diversities)

## D
- Danielle Darras (Partidul Socialiștilor Europeni)
- Michel Dary (European United Left/Nordic Green Left)
- Joseph Daul (Partidul Popular European)
- Francis Decourrière (Partidul Popular European)
- Marielle De Sarnez (Partidul Popular European)
- Marie-Hélène Descamps (Partidul Popular European)
- Harlem Désir (Partidul Socialiștilor Europeni)
- Christine de Veyrac (Partidul Popular European)
- Olivier Duhamel (Partidul Socialiștilor Europeni)

## E
- Alain Esclopé (Europe of Democracies and Diversities)

## F
- Anne Ferreira (Partidul Socialiștilor Europeni)
- Hélène Flautre (Grupul Verzilor - Alianța Liberă Europeană)
- Janelly Fourtou (Partidul Popular European)
- Geneviève Fraisse (European United Left/Nordic Green Left)
- Jean-Claude Fruteau (Partidul Socialiștilor Europeni)

## G
- Marie-Françoise Garaud (Neafiliați)
- Georges Garot (Partidul Socialiștilor Europeni)
- Charles de Gaulle (Neafiliați)
- Marie-Hélène Gillig (Partidul Socialiștilor Europeni)
- Bruno Gollnisch (Neafiliați)
- Françoise Grossetête (Partidul Popular European)
- Catherine Guy-Quint (Partidul Socialiștilor Europeni)

## H
- Adeline Hazan (Partidul Socialiștilor Europeni)
- Marie-Thérèse Hermange (Partidul Popular European)
- Philippe Herzog (European United Left/Nordic Green Left)
- Brice Hortefeux (Partidul Popular European)

## I
- Marie-Anne Isler-Béguin (Grupul Verzilor - Alianța Liberă Europeană)

## J
- Thierry Jean-Pierre (Partidul Popular European)

## K
- Alain Krivine (European United Left/Nordic Green Left)
- Florence Kuntz (Europe of Democracies and Diversities)

## L
- Arlette Laguiller (European United Left/Nordic Green Left)
- Catherine Lalumière (Partidul Socialiștilor Europeni)
- Alain Lamassoure (Partidul Popular European)
- Carl Lang (Neafiliați)
- Thierry de la Perriere (Neafiliați)
- Alain Lipietz (Grupul Verzilor - Alianța Liberă Europeană)

## M
- Jean-Charles Marchiani (Uniunea pentru Europa Națiunilor)
- Hugues Martin (Partidul Popular European)
- Jean-Claude Martinez (Neafiliați)
- Véronique Mathieu (Europe of Democracies and Diversities)
- Elizabeth Montfort (Partidul Popular European)
- Philippe Morillon (Partidul Popular European)

## N
- Sami Naïr (European United Left/Nordic Green Left)
- Jean-Thomas Nordmann (Partidul European Liberal Democrat și Reformist)

## O
- Gérard Onesta (Grupul Verzilor - Alianța Liberă Europeană)

## P
- Charles Pasqua (Union for a Europe of the Nations)
- Béatrice Patrie (Partidul Socialiștilor Europeni)
- Yves Piétrasanta (Grupul Verzilor - Alianța Liberă Europeană)
- Bernard Poignant (Partidul Socialiștilor Europeni)

## R
- Michel Raymond (Europe of Democracies and Diversities)
- Michel Rocard (Partidul Socialiștilor Europeni)
- Didier-Claude Rod (Grupul Verzilor - Alianța Liberă Europeană)
- Martine Roure (Partidul Socialiștilor Europeni)

## S
- Jean Saint-Josse (Europe of Democracies and Diversities)
- Gilles Savary (Partidul Socialiștilor Europeni)
- Michel-Ange Scarbonchi (European United Left/Nordic Green Left)
- Anne-Marie Schaffner (Partidul Popular European)
- Dominique Souchet (Neafiliați)
- Marie-France Stirbois (Neafiliați)
- Margie Sudre (Partidul Popular European)
- Fodé Sylla (European United Left/Nordic Green Left)

## T
- Nicole Thomas-Mauro (Uniunea pentru Europa Națiunilor)

## V
- Roseline Vachetta (European United Left/Nordic Green Left)
- Alexandre Varaut (Neafiliați)
- Françoise de Veyrinas (Partidul Popular European)
- Dominique Vlasto (Partidul Popular European)

## W
- Francis Wurtz (European United Left/Nordic Green Left)

## Z
- François Zimeray (Partidul Socialiștilor Europeni)